# Emperador Shunzong de Tang
Emperador Shunzong de Tang (xinès simplificat: 唐顺宗; xinès tradicional: 唐順宗) (761 - 806) va ser el desè emperador de la Dinastia Tang i només va regnar durant menys d'un any. El seu nom d'Era va ser Yongzhen (永貞).

## Biografia
El seu nom personal era Li Song (李 誦), va néixer l'any 761, durant el regnat del seu besavi emperador Suzong, al Palau Oriental a Chang'an. la capital de la dinastia Tang. Era el fill gran de l'emperador Dezong i la seva mare la consort Wang que més tard fou emperadriu. L'any 780 fou nomenat Príncep hereu.
El seu regnat va durar menys d'un any, ja que, a causa de la seva malaltia, els poderosos eunucs van aconseguir que aprovés passar el tron al seu fill Li Chun, que va prendre el nom d'emperador Xianzong. L'emperador Shunzong va ser honorat amb el títol de Taishang Huang (emperador retirat).
Va morir l'11 de febrer de 806 i alguns historiadors posteriors van sospitar que va ser assassinat pels eunucs que van organitzar la successió de l'emperador Xianzong.
Durant el seu curt regnat, l'emperador Shunzong i els seus col·laboradors més propers, Wang Shuwen i Wang Pi, van emprar persones com Liu Zongyuan, Liu Yuxi, Han Ye (韓 瞱) i Han Tai (韓 泰) per intentar reformar i rejovenir l’administració. Les seves reformes, destinades a enfortir el poder imperial sobre els senyors de la guerra regionals i els eunucs, van ser conegudes més tard com la Reforma Yongzhen (永貞 革新).
El Llibre de Tang incloïa un comentari de Han Yu sobre l'emperador Shunzong:
Quan l'emperador Shunzong era el príncep hereu, estava atent a les arts i hàbil en la cal·ligrafia. L'emperador Dezong era capaç d'escriure poemes i, sempre que escrivia poemes als oficials o governadors militars, els feia cal·ligrafiar per l'emperador Shunzong. Va ser indulgent i amable, però decisiu. També feia honor als seus professors i, sovint, es feia una reverència davant d’ells. Quan va acompanyar l'emperador Dezong a Fengtian i van ser pressionats pel bandoler Zhu Ci, es va posar davant dels soldats i va saltar els murs per combatre i animar els soldats, de manera que tots lluitaren seriosament. Després que l'emperador Dezong havia estat emperador durant molt de temps i ja no confiava en cancellers, favorits com Pei Yanling, Li Qiyun [(李 齊 運)] i Wei Qumou van robar el poder, forçant a Lu Zhi i Zhang Pang [(張 滂)]. Ningú més no es va atrevir a parlar d'això, però el príncep hereu va discutir i va raonar còmodament sobre aquestes qüestions, de manera que l'emperador Dezong mai no va fer canceller a Pei ni a Wei. Quan va assistir a una festa imperial al palau Yuzao [(魚藻 宮)], hi va haver molta exhibició d'aigua, vaixells i música als vaixells, cosa que va provocar molta felicitat a l'emperador Dezong. El príncep hereu, però, va citar un poema que fomentava la felicitat però no la frivolitat. Sempre que es presentava a l'emperador, mai va ser partidari dels eunucs. Va ser príncep hereu durant 20 anys i tots els que van estar sota el cel van rebre la seva gràcia secreta. Malauradament, es va emmalaltir greument quan era emperador i els seus íntims van prendre un poder indegut. Però va ser capaç de passar el tron als més antics i millors, de manera que la dinastia va poder continuar amb la prosperitat. No era bo ell?